# Scheloribates elsi
Scheloribates elsi är en kvalsterart som beskrevs av Pletzen 1965. Scheloribates elsi ingår i släktet Scheloribates och familjen Scheloribatidae. Inga underarter finns listade i Catalogue of Life.